# Alexandre Oltramari
Alexandre Oltramari nasceu em Porto Alegre no dia 13 de maio de 1972. É jornalista e publicitário brasileiro, formado pela Pontifícia Universidade Católica do Rio Grande do Sul.
Em 19 anos de carreira como jornalista, Alexandre Oltramari passou por diversos veículos de comunicação.
Em reportagem de grande repercussão nacional, publicada na revista Veja em 1998, revelou o primeiro torturador confesso dos 21 anos de regime militar. Marcelo Paixão de Araújo contou ao repórter que torturou mais de 30 presos políticos. A entrevista virou referência nos livros de Elio Gaspari sobre a ditadura: A Ditadura Envergonhada e a Ditatura Envergonhada.
Pelo Correio Braziliense, Alexandre Oltramari ganhou, no ano 2000, o Prêmio Esso de Jornalismo, a mais importante distinção conferida a profissionais de imprensa no Brasil, com a reportagem "Estão saqueando os cofres do FAT ", feita em conjunto com Lourenço Flores.
No ano 2000, atuou como repórter especial da Folha de S.Paulo e se destacou com reportagens investigativas que marcaram a época como "FHC renovou empréstimo de montadoras" e "Segurança de FHC custou R$ 1,7 mi"
Durante 13 anos foi repórter e editor da revista Veja e ganhou diversas edições do Prêmio Abril de Jornalismo, entre eles:
Em 1998, recebeu o prêmio pela reportagem "A diáspora de cérebros"
Em 1999,  pela reportagem "Atenção com eles"
No ano 2001, com a reportagem "O senador de 30 milhões de dólares".
Em 2003, ganhou o prêmio pela matéria "A candidata afundou".
Em 2006, com a matéria "O homem-chave do PTB".
Em 2007, com a matéria "Um tiro no pé às portas da eleição".
Em 2007, Alexandre Oltramari deu um furo de reportagem ao entrevistar pela primeira vez, depois de 15 anos em silêncio, a ex-primeira dama Rosane Collor, mulher de Fernando Collor de Mello à época do impeachment. Rosane Collor revelou bastidores do dia-a-dia da presidência da República. Disse que temeu que o marido cometesse suicídio, falou de ciúmes e de trabalhos espirituais com sacrifício de animais dos quais participou na companhia do ex-presidente.
No ano de 2010, Alexandre Oltramari surpreendeu o jornalismo investigativo brasileiro, ao anunciar uma reviravolta em sua trajetória profissional: deixou a revista Veja no auge da carreira para se dedicar à campanha eleitoral do então senador Marconi Perillo no primeiro turno da disputa eleitoral.
A partir de 2011, atuou com estrategista de imagem na agência Prole, responsável pelas campanhas de marketing de empresas como BRF e Santander e do governo e da prefeitura do Rio de Janeiro.
Em 2012, coordenou o marketing do portal iG. 
Em 2013, integrou a coordenação de marketing da pré-campanha de Aécio Neves à Presidência da República. 
Em 2014, coordenou no Mato Grosso do Sul a campanha de Simone Tebet, eleita para o Senado com 52,6% dos votos válidos.
Em 2016, coordenou o marketing da campanha de Marta Suplicy à prefeitura de São Paulo.
Ainda em 2016, criou o nome e a campanha de lançamento do Criança Feliz, o principal programa social do governo do presidente Michel Temer.
Em 2018, coordenou o marketing da campanha de Wilson Lima ao governo do Amazonas.
Em 2020, participou da criação da estratégia e da campanha publicitária que elegeu JHC prefeito de Maceió.
Em 2022, coordenou o marketing da campanha à reeleição de Wilson Lima ao governo do Amazonas.

## Relação de livros que fazem referência a reportagens de Alexandre Oltramari
1) GASPARI, Elio. A Ditadura Envergonhada, Vol. 1. Coleção As Ilusões Armadas, São Paulo: Cia da Letras, 2002. ISBN 978-85-359-0277-8
2) GASPARI, Elio. A Ditadura Encurralada, São Paulo:Cia da Letras, 2004. ISBN 85-359-0509-X
3) Patarra, Ivo. O Chefe - Edição gratuita online.
4) Oliveria, Eliézer Rizzo de. Democracia e Defesa Nacional: a Criação do Ministério da Defesa na Presidência de FHC, pág 534
5) Payne, Leight. Unsettling Accounts: Neither Truth Nor Reconciliation in Confessions of State Violence, pág 374
6) Zoninsein Jonas e Feres Júnior, João. Ação Afirmativa no Ensino Superior Brasileiro, p. 132
6) Espínola, Rodolfo. Vicente Pinzón e a Descoberta do Brasil, p. 298
7) Serbin, Kenetth. Secret Dialogues, p. 288
8) Losano, Mario G. Función Social de La Propredad y Latifundios Ocupados